# Trichocolletes erythrurus
Trichocolletes erythrurus is een vliesvleugelig insect uit de familie Colletidae. De wetenschappelijke naam van de soort is voor het eerst geldig gepubliceerd in 1914 door Cockerell.
De bij wordt ongeveer 11 millimeter lang. De soort komt voor in het zuiden van West-Australië.